# Kalabo
Kalabo – miasto w Zambii, w Prowincji Zachodniej. Według danych szacunkowych na rok 2010 liczy 8.660 mieszkańców. W mieście znajduje się Port lotniczy Kalabo.